# Robert Edward Coontz
Robert Edward Coontz, ameriški admiral, * 11. junij 1864, Hannibal, Missouri, † 26. januar 1935.